# Corsa (erebídeos)
Corsa (Arctiidae) é um gênero de traça pertencente à família Arctiidae.
Corsa é o nome atribuído à fêmea do cervo ou veado. 